# 降G大調

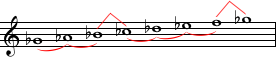
降G大調音階（為全音，為半音）

降G大調是一個基於G♭音的大調，由G♭、A♭、B♭、C♭、D♭、E♭、F和G♭組成，調號有六個降號。關係小調是降e小調，並行小調是降g小調，與升F大調異名同音。